# Тайна (округ Нітра)
Тайна (словац. Tajná) — село, громада округу Нітра, Нітранський край. Кадастрова площа громади — 8.48 км².
Населення 281 особа  (станом на 31 грудня 2018 року).

## Історія
Тайна згадується 1075 року.

## Населення
| Рік:            | 1994. | 2004.   | 2014.   | 2024.   |
| --------------- | ----- | ------- | ------- | ------- |
| Кількість осіб: | 280   | 285     | 283     | 281     |
| Різниця:        |       | +1,78 % | -0,70 % | -0,70 % |

| Рік:            | 2023. | 2024.   |
| --------------- | ----- | ------- |
| Кількість осіб: | 284   | 281     |
| Різниця:        |       | -1,05 % |